# Giulio Cesare Lagalla
Giulio Cesare Lagalla (* 1576 in Padula; † 1624) war ein italienischer Professor für Philosophie. (Sein Name wird auch als Julius Cäsar Lagalla oder Giulio Cesare La Galla angegeben.)
Lagalla wurde in Padula geboren, das zu dieser Zeit zum Königreich Neapel gehörte. Er wurde in Philosophie und Medizin ausgebildet, wurde für einige Zeit der offizielle Arzt der päpstlichen Galeeren und ging dann nach Rom, um am Collegio Romano Vorlesungen über Naturphilosophie zu halten. Er entwickelte sich schnell zum führenden Peripatetiker der Stadt und zählte zu den Gegnern des heliozentrischen kopernikanischen Weltbildes.
Als Folge der mit Hilfe eines Teleskops gemachten Beobachtungen des Mondes durch Galileo Galilei, die in Sidereus Nuncius veröffentlicht wurden, publizierte Lagalla eine Antwortschrift. Er hatte an den Vorführungen des Teleskops durch Galileo teilgenommen und gehörte nicht zu denen, die die Möglichkeiten des Instruments in Zweifel zogen. Er zweifelte jedoch Galileos dreidimensionale Darstellung des Mondes an, da sie auf zweidimensionalen visuellen Beobachtungen beruhte. Lagalla hat die erste Zeichnung vom Mond aufgrund teleskopischer Betrachtungen erstellt, die als verschollen gilt.
In seinem Buch De Phenomenis in Orbe Lunae, das er 1612 in Venedig veröffentlichte, bestritt er die Möglichkeit, dass ein unbehandelter Stein allein durch Kalzination (das Austreiben flüchtiger Substanzen durch Erhitzung) Licht ausstrahlen könne. Dieser Stein, der als „lapis solaris“ bekannt war, wurde ihm von Galileo Galilei gezeigt.
Wir wissen heute, dass der "Bologneser Leuchtstein" ein Stück Baryt (Bariumsulfat) war.
1935 beschloss die Internationale Astronomische Union (IAU), den Lagalla Krater auf dem Mond nach ihm zu benennen.

## Bibliografie
- De luce et lumine altera disputatio
- De phaenomenis in orbe lunae novi telescopii usu nunc iterum suscitatis, Venedig 1612.
- De immortalitate animorum ex Aristot. sententia, Rom 1621.